# Право на генетско саветовање
Право на генетско саветовање као једно од медицинских права могу остварити сва лица која због могућих озбиљних последица размишљају о генетском тестирању. Њега спроводе специјално обучени професионалци који саветованој особи могу дати објективну информацију која треба да помогне не само њему већ и његовој породици да донесу одлуку о генетском тестирању.

## Дефиниције
Генетски тест је анализа дела ДНК неке особе, којом је могуће открити да ли постоји промена у одређеном гену или хромозому. Промена, која се најчешће назива мутацијом, може захватити све ћелије организма и може бити пренета на будуће генерације.
Генетско саветовање је облик медиицинског саветовања, које треба да пружи одговарајућу медицинску и правну помоћ, како би се он одлучио на генетско тестирање, као лични избор.

## Опште информације
Човек је као хумано биће oд наших родитеља (предака) наследио јединствену комбинацију гена, оригиналну генетску грађу, која је непрестано под утицајем фактора из околине током људског живота. То објашњава разлике између две особе у изгледу, осетљивости на различите терапијске протоколе, склоности ка болестима и другим карактеристикама. При томе треба имати у виду да разлика у генима има само делимично утицај на могући развој већине болести, јер фактори као што су историја болести, начин у услови живота и спољашња средина такође имају важну улогу.
Имајући у виду да генетски тест урађен из медицинских разлога може да пружи информацију која је важна за здравље неке особе, лекар ће уколико посумња на специфичну генетску болест, односно ако сматра да би узрок болести неке особе болести предложити његово извођење, уколико је он доступан, са циљем да да се постави коначна дијагноза болесникове болести.
Иако постоје различити медицински разлози за генетско тестирање, један од примарних је откривање генетски проблема, који су у великом броју случајева у позадини око 8.000 ретких болести, или код пацијената који су због ограничених могућности дијагностике годинама без дијагнозе болести, па сам тим и без правилног лечења.

## Право на информације о генетском тестирању
Свако је слободан да донесе одлуку да ли ће, или неће, тражити генетско тестирање, као и да ли жели или не жели да буде обавештен о резултатима тестирања. Због тога је веома важно да он правовремено добије јасну и потпуну информацију, и да може поставити сва питања која жели како би отклонили сваку дилему и сумњу пре него што се одлучи за генетско тестирање. Неке од тих информација које саветована особа може да добије су:
- Да чекање резултата и преузимање резултата генетског тестирања може изазвати низ мешаних емоција као што су стрес, забринутост, олакшање или осећај кривице. Изузетно је значајно да пажљиво размотрите могуће последице без обзира да ли је добијена добра или лоша вест.
- Да генетским тестом може да се потврдити дијагноза, али да одговарајућа терапија није увек могућа, због тренутног ниво развоја медицинске науке.
- Да није увек могуће обезбедити генетско објашњење за одређене болести из различитих разлога (тест можда још увек није доступан, или још увек није развијен због тога што није идентификована генетска основа болести).
- Да за неке болести за које је идентификована генетска основа болести, није могуће предвидети да ли ће особа бити погођена тежим обликом болести.
- Да резултати генетског теста могу открити генетске податке о другим члановима биолшке породице (са којима испитаник дели неке генетске карактеристике) нарочито у вези њихових генетских ризика за развој болести, и да ли чланови породице испитаника желе да знају ту информацију?
- Да резултати теста понекад могу открити породичне тајне повезане са очинством и усвајањем детета.

Имајући све ово у виду у периоду одлучивања велику помоћ треба саветованом лицу да пржи генетско саветовање, које узима у обзир ситуацију и потреба саветоване особе, и у складу са тим јој пружи информације о свим опцијама које су данас доступне. При томе савтодавац несме да покушава да на било који начин утиче на личну одлуку саветоване особе.
У оквиру генетског саветовања може бити укључена и професионална психолошка подршка како пре, тако и након генетског тестирања, уколико се саветована особа одлучи за тест, како би му та подршка помогла да се успешно носи са резултатима.
Ова подршка може да укључи и разговор и објашњења о резултатима тестирања и члановима породице — пре, у току и након генетског теста.